# Powiat de Sępólno
Le powiat de Sępólno (en polonais : powiat sępoleński) est un powiat appartenant à la Voïvodie de Couïavie-Poméranie dans le centre-nord de la Pologne.

## Division administrative
Le powiat comprend 4 communes :
- 3 communes urbaines-rurales : Kamień Krajeński, Sępólno Krajeńskie et Więcbork ;
- 1 commune rurale : Sośno.